# Osa (dopływ Białej Łady)
Osa (Królówka, Królówczana Smuga[niewiarygodne źródło?]) – potok, lewoboczny dopływ Białej Łady o długości 9,43 km i powierzchni zlewni 28,32 km². 
Źródło Osy znajduje się na południowych obrzeżach wsi Dyle. Około 300 m od źródeł wpływa na teren Puszczy Solskiej, a 3 km dalej przepływa przez wieś Rapy Dylańskie. Kilka kilometrów dalej, przepływając przez Puszczę Solską, wpływa do Rap Bojarskich i zapełnia zbiornik retencyjny.
Następnie, kierując się na południowy zachód, nadal płynąc przez Puszczę Solską, wpływa do Biłgoraja, gdzie zasila Zalew Bojary. Po przepłynięciu przez ulicę Łubiarską w dzielnicy Bojary uchodzi do Białej Łady.